# アル＝サフラン空軍基地
アル＝サフラン空軍基地（アル＝サフランくうぐんきち、英語: Al-Safran Air Base）は、アブダビ首長国ザイード・シティに位置するアラブ首長国連邦空軍の基地である。リワ空軍基地（英語: Liwa Air Base）とも呼ばれる。

## 概要
アル＝サフラン空軍基地は推定10億USドルの費用で建設され、滑走路1本と堅固化航空機用掩体、地下弾薬庫が設置されているほか、無人航空機用地上管制ステーション2基が設置され、基地防衛用としてセントリーガンが配置されている。
アル＝サフラン空軍基地には2007年からミラージュ2000飛行隊の移駐が開始され、2008年に完了した。2017年にはエプロンの拡張と堅固化航空機用掩体6棟の増築が行われている。